# John Brougham

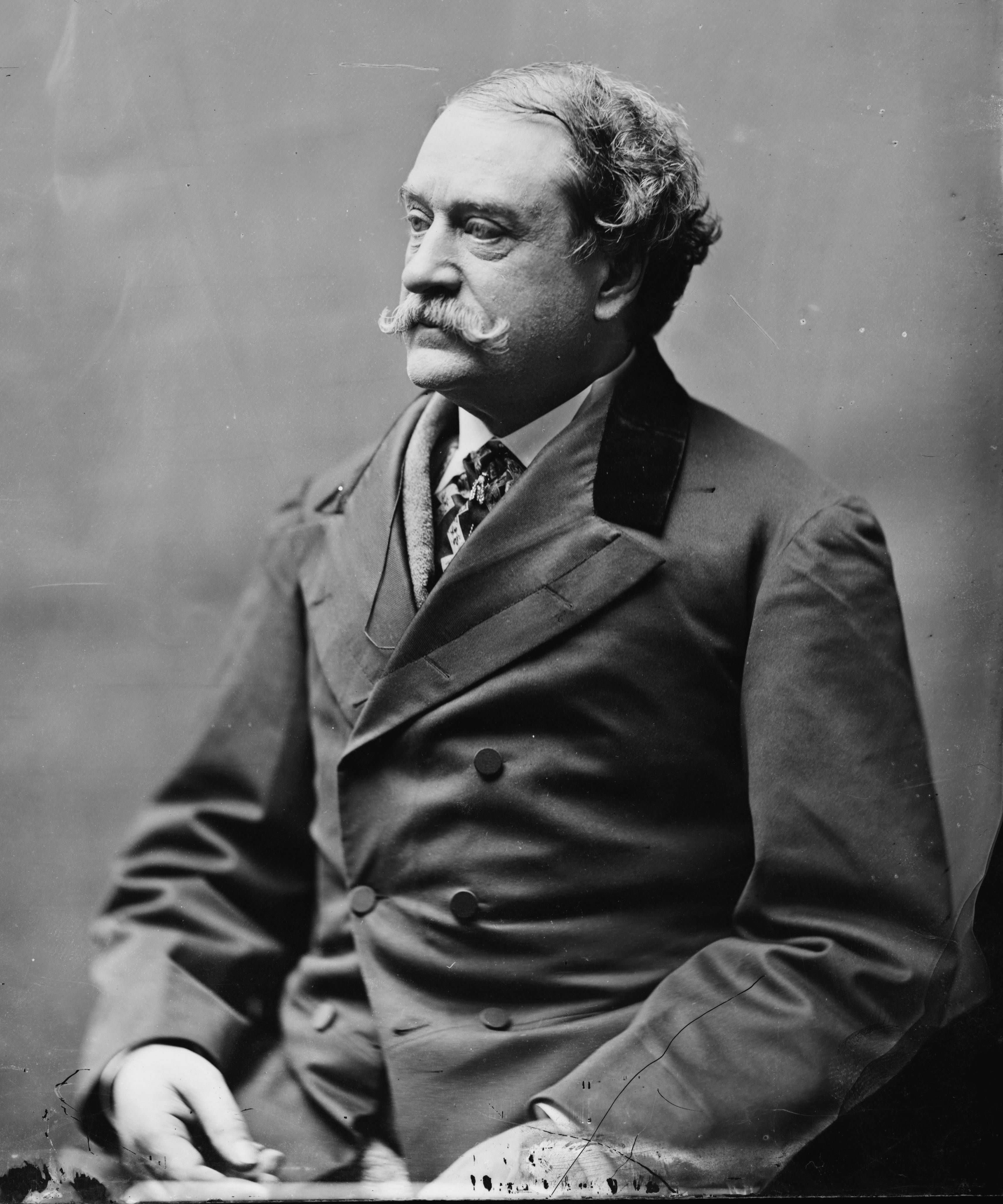
John Brougham

John Brougham (* 9. Mai 1814 in Dublin, Vereinigtes Königreich Großbritannien und Irland; † 7. Juni 1880 in New York City) war ein britischer Schauspieler und Dramatiker.

## Leben
John Brougham wurde während der Regierungszeit von König Wilhelm IV. in Irland geboren. Sein Vater war ein Amateurmaler und starb jung. Seine Mutter war die Tochter eines Hugenotten, welchen politische Widrigkeiten ins Exil gezwungen hatten. John war das älteste von drei Kindern. Seine beiden Geschwister starben jung und die verwitwete Mutter verließ John ohne einen Pfenning. John wurde von einem Onkel in seine Familie aufgenommen und großgezogen. Er besuchte die Akademie in Trim (County Meath), zwanzig Meilen von Dublin entfernt, und ging anschließend an die Universität Dublin. Dort studierte er Klassische Altertumswissenschaft. Während dieser Zeit knüpfte er Kontakte zu einflussreichen Vereinigungen und Bekanntschaften. Außerdem betätigte er sich an privaten Amateurtheateraufführungen. Brougham lernte eine Schar von Menschen kennen, welche ihre eigenen Theaterstücke aufführten, besetzt in Rollen, welche sich eine Person erdachte. Obwohl er die meisten größeren Rollen weggab, um sich seinem Studium zu widmen, galt sein ganzes Interesse der Schauspielerei. Er war häufig als Aufseher am Theatre Royal  in der Hawkins Street tätig. Der Anstoß zu seiner Theaterkarriere wurde ohne Zweifel zu dieser Zeit und auf diesem Weg gelegt.
Es war beabsichtigt, dass er ein Surgeon werden sollte. Daher war er acht Monate lang am Peth Street Hospital tätig. Ein Unglücksfall, welcher seinem Onkel zustieß, zwang ihn aber in jungen Jahren wieder für sich selbst zu sorgen. Bevor er die Universität verlassen hatte, lernte er per Zufall die Schauspielerin Madame Vestris kennen. 1830 ging er nach London und beschloss Schauspieler zu werden. Außer seiner feinen Kleidung besaß er nichts. Brougham war absolut mittellos. Zu dieser Zeit war er sogar zu einem extremen Schritt bereit und wollte als Kadett bei der Britischen Ostindien-Kompanie anheuern. Der Enrolling Officer hielt ihn aber davon ab, indem er ihm einen Guinee lieh und ihm riet sich eine andere Arbeit zu suchen. Bereit eine einflussreiche Bekanntschaft zu machen, suchte er Erholung im Tottenham Theatre (später Prince of Wales’s), wo Madame Vestris tätig war.
Seine Bekanntschaft zu Madame Vestris führte zu seinem Engagement am Theater. Sein erster Auftritt auf der Bühne in London fand im Juli 1830 statt, wo er sechs Charaktere in Tom und Jerry spielte. Im Juli 1831 gehörte er zu Madame Vestris’s Ensemble und schrieb sein erstes Theaterstück, ein Burlesque. Brougham blieb bei Madame Vestris solange sie und Charles Mathews sich in Covent Garden aufhielten. Er arbeitete dann mit Dion Boucicault an dem Theaterstück London Assurance zusammen. Die Rolle vom Dazzle war eine von denen, mit welcher er assoziiert wurde. Sein Erfolg bei kleinen oder „low“ komischen Rollen wie Dazzle brachte ihm den Spitznamen „Little Johnny Brougham“ ein – ein Spitzname, welcher seine Beliebtheit bei der Arbeiterklasse verstärkte.
1840 leitete er das Lyceum Theatre, für welches er mehrere Burlesques schrieb. Brougham zog 1842 in die Vereinigten Staaten. Dort wurde er Mitglied im Ensemble von William Evans Burton, für welches er mehrere Komödien schrieb, einschließlich Met-a-mora; or, the Last of the Pollywogs, eine Parodie von John A. Stone und Edwin Forrests Metamora; or, The Last of the Wampanoags, und Irish Yankee; or, The Birthday of Freedom. Später leitete er das Niblo's Garden. 1850 eröffnete er das Broughams Lyceum, das wie seine nächste Unternehmung, die Mietung vom Bowery Theatre, ein finanzieller Misserfolg war trotz der Popularität von Theaterstücken wie Po-ca-hon-tas, or The Gentle Savage. Er war dann später an den Wallacks und Dalys Theatres tätig, für welche er Theaterstücke verfasste.
1860 kehrte er nach London zurück, wo er mehrere Theaterstücke adaptierte und schrieb, einschließlich The Duke’s Motto für Charles Albert Fechter. Nach dem Ende des Bürgerkrieges kehrte er nach New York City zurück. Das Brougham Theater wurde 1869 dort eröffnet. Unter den aufgeführten Theaterstücken waren Better Late than Never und Much Ado About a Merchant of Venice. Diese Unternehmung scheiterte ebenfalls, da es zu Meinungsverschiedenheiten mit seinem Geschäftspartner James Fisk kam. Danach beschloss er sich auf dem Aktienmarkt zu betätigen. Seinen letzten Auftritt auf der Bühne hatte er 1879 als O’Reilly, einen Detektiven im Boucicaults Rescued.
Brougham verfasste über 120 Theaterstücke, vor allem Komödien. Seine Kritiker in jener Zeit gaben ihm den Spitznamen „The American Aristophanes“. Er war der Gründer vom Lotus Club in New York und eine Zeit lang dessen Präsident. 1852 gab er den Comic-Paper The Lantern heraus, und in der Folgezeit zwei Sammelbände von verschiedenen Werken, A Basket of Chips und The Bunsby Papers. Brougham sagte, dass er die Vorlage für Harry Lorrequer im Roman von Charles Lever war. Er war zweimal verheiratet. 1838 heiratete er Emma Williams († 1865) und 1844 Mrs. Annette Hawley († 1870), beides Schauspielerinnen.